# 가리발디산

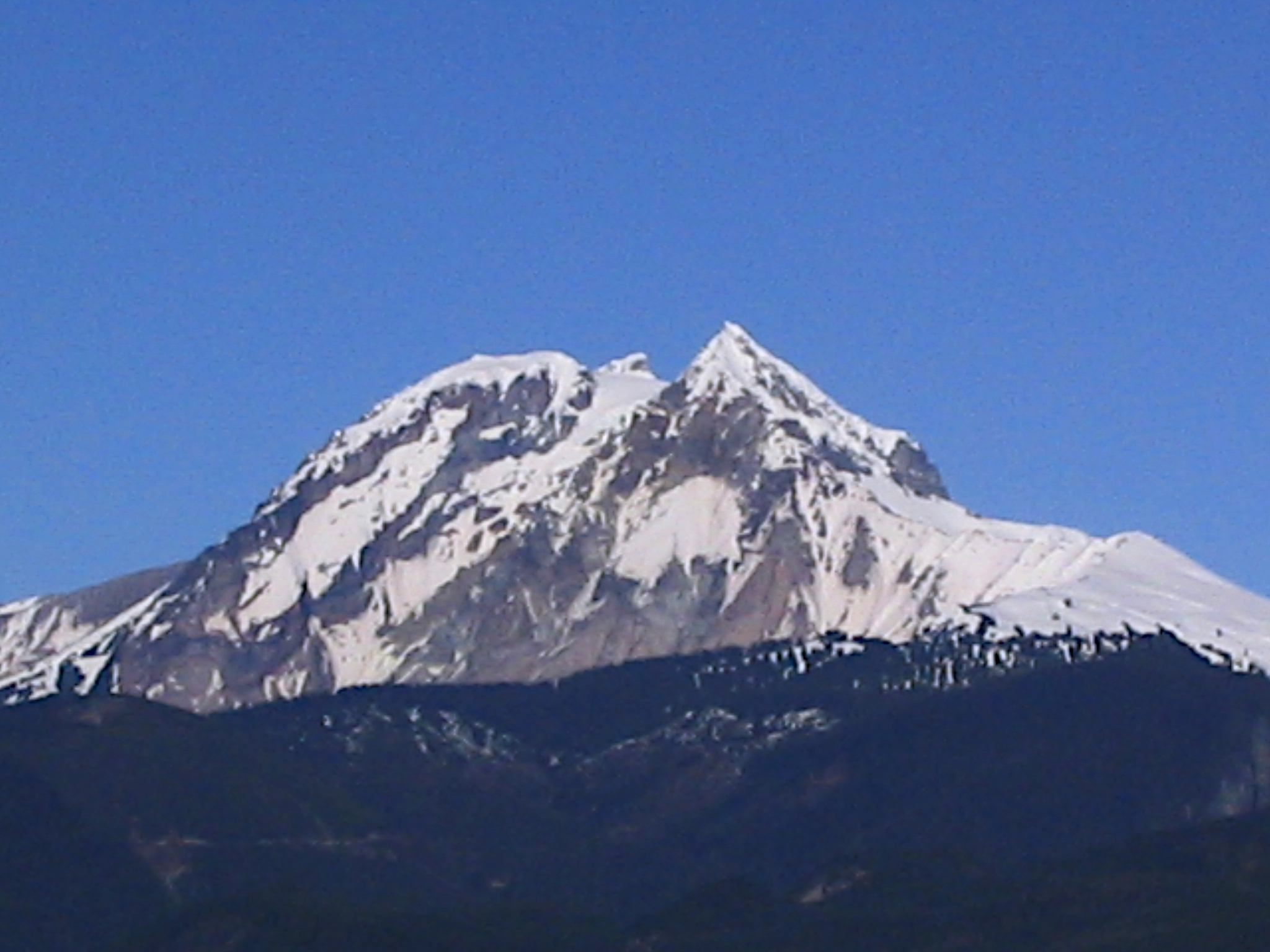
가리발디산

가리발디산(Mount Garibaldi)는 캐나다의 산이다. 이 화산은 성층 화산으로, 활화산으로, 캐스케이드산맥에 위치해 있으며, 밴쿠버와 가까운 브리티시컬럼비아주에 위치해 있다. 현재 캐스케이드산맥의 영봉이다. 돌턴 돔이라고도 한다. 이 화산은 잠재적인 활화산이다. 그러니 언제 폭발할지 모른다.